# Arrondissement Chinon
Arrondissement Chinon (fr. Arrondissement de Chinon) je správní územní jednotka ležící v departementu Indre-et-Loire a regionu Centre-Val de Loire ve Francii. Člení se dále na sedm kantonů a 87 obcí.

## Kantony
- Azay-le-Rideau
- Bourgueil
- Chinon
- L'Île-Bouchard
- Langeais
- Richelieu
- Sainte-Maure-de-Touraine